# Anoplotettix bitaeniatus
Anoplotettix bitaeniatus är en insektsart som beskrevs av Ribaut 1948. Anoplotettix bitaeniatus ingår i släktet Anoplotettix och familjen dvärgstritar. Inga underarter finns listade i Catalogue of Life.